# 22 (أغنية تايلور سويفت)
تعديل مصدري - تعديل  
22 هي أغنية للمغنية وكاتبة الأغاني الأمريكية تايلور سويفت مِن ألبومها الرابع أحمر (Red). أطلقتْ شركة بيغ ماشين ريكوردز الأغنية كرابع أغنية منفردة مِن الألبوم في 12 مارس 2013 وهي مِن كتابة تايلور سويفت والمنتجيّن ماكس مارتن وشيلباك، وتصف الأغنية بهجة بلوغ 22 مِن العُمر. لاقتْ الأغنية استحسان النقاد الذين أثنوا على موسيقى الأغنية والتعاون بين سويفت وماكس مارتن وشيلباك. احتلتْ الأغنية المرتبة الـ 20 في قائمة بيلبورد هوت 100 لتُصبح أول أغنية مِن الألبوم تفشل في بلوغ المراكز العشر الأولى. باعت الأغنية بحلول مايو 2013 مليون نسخة في الولايات المتحدة.

## تركيبة الأغنية

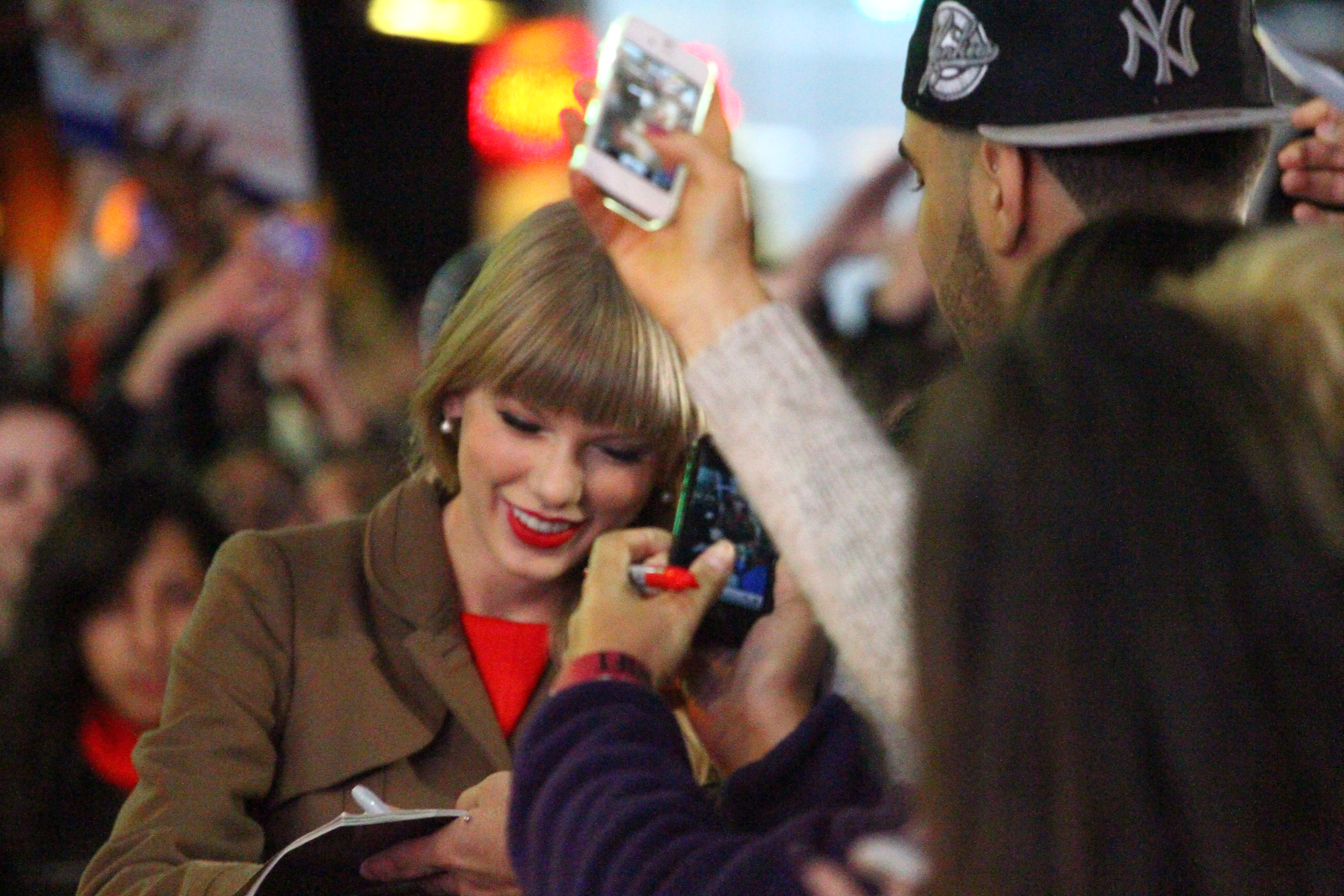
تايلور سويفت في برنامج صباح الخير أمريكا.

اختارتْ سويفت التعاون مع المنتجيّن والكاتبيّن ماكس مارتن وشيلباك للعمل على ألبوم أحمر (Red) بعد أن كتبتْ سويفت ألبومها السابق انطق الآن (Speak Now) لمفردها، حيث اتصلتْ بهما لمناقشة إمكانية التعاون. كان مِن المفترض أن تصدر الأغنية عبر الإذاعات الأمريكية في 5 مارس 2013 لكن جرى تأجيل لموعد لأسبوع وأُطلِقتْ في 12 مارس 2013. كما أُطلِقتْ الأغنية في بريطانيا في 31 مارس 2013. أُطلِقتْ أسطوانة منفردة للأغنية بنسخ محدودة عبر متجر سويفت الرسمي في 13 مارس 2013 وفي نفس اليوم أُطلِقَ الفيديو كليب المُصاحب للأغنية. تُصنف أغنية "22" كأغنية بوب ومدة الأغنية ثلاث دقائق و52 ثانية. يُصاحب الأغنية عزف غيتار منفرد. كُتبتْ الأغنية عبر مفتاح صول كبير الموسقيَ وسرعة الإيقاع فيها تصل لـ 104 إيقاع للدقيقة، وصوت سويفت يتراوح ما بين مقتاح صول ومفتاح ري. الأغنية مِن كتابة سويفت وماكس مارتن وشيلباك الذان ساعداها في كتابة وإنتاج أغنية «نحن لن نعود لبعضنا أبداً (We Are Never Ever Getting Back Together)» وأغنية «عرفت أنك مشاغب (I Knew You Were Trouble)». تصف الأغنية بهجة بلوغ 22 مِن العُمر. إن الرسالة السرّية المرفقة مع هذه الأغنية هي: «أشلي. ديانا. كلير. سيلينا» وهن صديقات سويفت اللواتي أهدتْ لهن هذه الأغنية، وصرحّت سويفت لمجلة بيلبورد في معرض حديثها عن معنى كلمات الأغنية: 
| 22 (أغنية تايلور سويفت) | إن بلوغ 22 عاماً هو أفضل مرحلة في حياتي بالنسبة لي. أعجبتني الإمكانيات التي تأتي مع كونك مازالت تتعلم لكنك تعرف بما يكفي أي أنك مازلت لا تعرف شيئاً لكنك تعرف أنك لا تعرف شيئاً. إنك تُصبح بالغاً في هذا العمر بما يكفي ليجعلك تبدأ التخطيط لحياتك لكنك يافع بما يكفي لتعرف أن هناك الكثير مِن التساؤلات في حاجة لإجابات. إن هذا يؤدي إلى الشعور براحة البال... إن بلوغ 22 عاماً قد علّمني الكثير. | 22 (أغنية تايلور سويفت) |

## آراء النقاد
لاقتْ الأغنية استحسان النقاد. أعطى موقع أيدولايتور مراجعة إيجابية للأغنية وقال ‘‘أغنية "22" هي أغنية بوب مُدوّية تبدأ بعزف غيتار منفرد بعد يبدأ الإيقاع الذي يستحضر في الأذهان أغنية «حُلم المراهقة (Teenage Dream)» للمغنية كاتي بيري تأتي بعد ذلك كلمات الأغنية الظريفة’’. أعطى موقع ديجيتال سباي مراجعة إيجابية للأغنية وقال ‘‘تعترف سويفت بحيرة النضوج خلال عزف غتيار مرح فتقول «نحن سعيدون وأحرار ومرتبكون ووحيدون في الوقت نفسه» ثم تُردد «اثنان وعشرون» ليدور المقطع داخل رأسك لساعات. سويفت أنجزتْ خلال شبابها أكثر مما أنجزه معظم الناس طوال حياتهم لكن مِن الواضح أنها قد بدأتْ للتو خصوصاً مع أغنية بوب ضاربة أخرى تُضيفها لرصيدها’’ كما أعطى الموقع الأغنية تقييم أربع نجوم مِن أصل خمسة. أثنى موقع About.com على الأغنية وأعطاها تقييم خمس نجوم. أثنتْ مجلة بيلبورد على الأغنية ووصفتْها بأنها ‘‘أكثر أغنية بوب صريحة منذ بداية مسيرتها المهنية’’ وأضافتْ المجلة ‘‘حتى عندما تُغني سويفت ببهجة فهي لا تزال تُقدم إلينا مشاعر متضادة وذلك في مقطع الأغنية الذي يقول: «نحن سعيدون وأحرار ومرتبكون ووحيدون في الوقت نفسه»’’.

## الأداء التجاري
دخلتْ عدة أغاني مِن ألبوم أحمر (Red) مِن بينها أغنية "22" لقوائم المبيعات في عدة دول بفضل المبيعات الرقمية الكبيرة. احتلتْ الأغنية عند إطلاق الألبوم المرتبة الـ 44 لقائمة بيلبورد هوت 100 في الولايات المتحدة واحتلت المركز السابع في قائمة بيلبورد هوت أغاني رقمية حيث بيع مِنها 108,000 نسخة رقمية. عادتْ الأغنية لاحقاً لقائمة بيلبورد هوت 100 واحتلتْ المرتبة الـ 84 في 12 يناير 2013. احتلتْ الأغنية المرتبة الـ 20 بعد أن أُطلِقتْ كأغنية منفردة مِن الألبوم كما تمكنتْ الأغنية مِن الوصول للمركز التاسع في قوائم المبيعات في بريطانيا. بيع مِن الأغنية 2 مليون نسخة في الولايات المتحدة بحلول نوفبمر 2014.

## فيديو كليب
جرى تصوير فيديو كليب أغنية "22" في فبراير 2013 وأُطلِقَ الفيديو في 13 مارس 2013. بلغ عدد مشاهدات الفيديو على يوتيوب الـ 330 مليون مشاهدة بحلول فبراير 2016.

## الأداء الحيّ

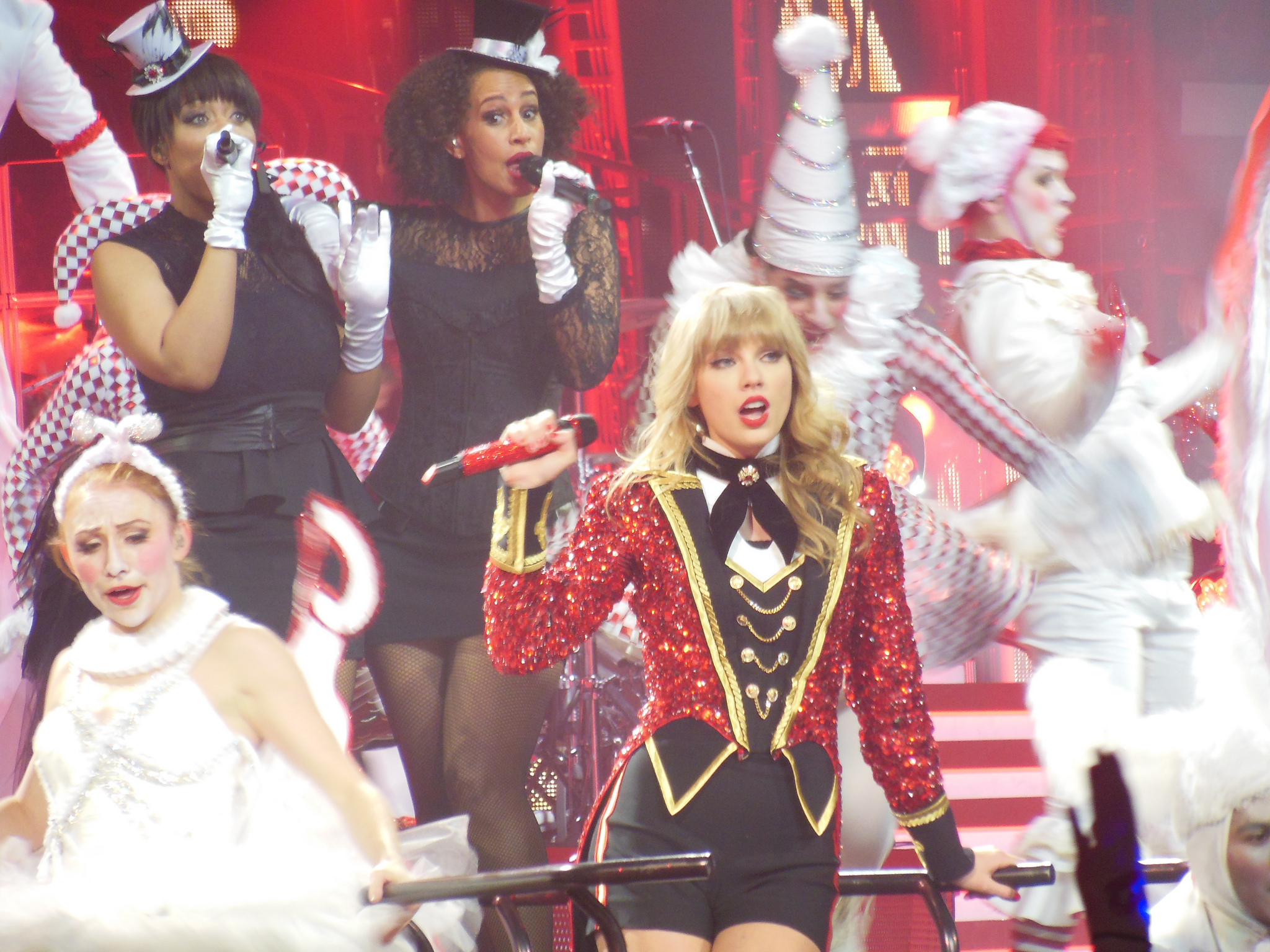
تايلور سويفت خلال الجولة الموسقية للألبوم أحمر (Red)

أدتْ سويفت الأغنية لأول مرة في 13 أغسطس 2012 عبر الإنترنت وعُرضَ الفيديو لاحقاً خلال الكريسماس. كما أدتْ الأغنية في منظمة كوميك ريليف الخيرية في 22 فبراير 2013 وأدتْ سويفت الأغنية في حفل خاص في فرنسا عُرض لاحقاً عبر OFF.tv أيضاً أدتْ سويفت الأغنية في جولتها الموسيقية للألبوم. كما أدتْ الأغنية في حفل جوائز بيلبورد الموسيقية في 19 مايو 2013.

## أفراد العمل
- تايلور سويفت ــ كاتبة، صوت رئيسي.
- ماكس مارتن ــ كاتب، منتج.
- شيلباك ــ كاتب، منتج، عزف غيتار منفرد، برمجة.
- مايكل إلبرت ــ التسجيل في استديو إم إكس إم (ستوكهولم - السويد).
- سام هولاند ــ التسجيل في استديو كونواي (لوس أنجلوس - كاليفورنيا).
- سكوت بورتشيتا ــ منتج منفذ.
- جون هاينز ــ هندسة.
- جو-آن توميناغا ــ منسق الإنتاج.

## قوائم المبيعات
| القائمة (2013)                                     | الترتيب |
| -------------------------------------------------- | ------- |
| أستراليا (أريا تشارتس)                             | 21      |
| بلجيكا                                             | 3       |
| البرايزيل                                          | 97      |
| كندا (كاناديان هوت 100)                            | 20      |
| جمهورية تشيك (الاتحاد الدولي للصناعة الفونوغرافية) | 100     |
| فرنسا (سنديكا ناسيونال دي ليديسيون فونوغرافيك)     | 155     |
| أيرلندا (ترتيب أغاني أيرلندا)                      | 12      |
| نيوزلندا (ريكورديد ميوزك إن زيت)                   | 23      |
| اسكتلندا                                           | 9       |
| سلوفاكيا (الاتحاد الدولي للصناعة الفونوغرافية)     | 36      |
| جنوب أفريقيا                                       | 4       |
| بريطانيا (أو سي سي)                                | 9       |
| الولايات المتحدة (بيلبورد هوت 100)                 | 20      |

| القائمة (2013)                     | الترتيب |
| ---------------------------------- | ------- |
| كندا (كاناديان هوت 100)            | 78      |
| الولايات المتحدة (بيلبورد هوت 100) | 71      |

## تاريخ الإصدار
| البلد            | التاريخ      | الشكل                      | الشركة            |
| ---------------- | ------------ | -------------------------- | ----------------- |
| الولايات المتحدة | 12 مارس 2013 | أسطوانة منفردة، تحميل رقمي | بيغ ماشين ريكوردز |
| بريطانيا         | 31 مارس 2013 | تحميل رقمي                 | بيغ ماشين ريكوردز |